# Nuoto ai campionati mondiali di nuoto 2007 - 200 metri farfalla maschili
La gara di nuoto dei 200 metri farfalla maschili dei campionati mondiali di nuoto 2007 è stata disputata il 27 e 28 marzo presso la Rod Laver Arena di Melbourne.
Vi hanno preso parte 64 atleti.
La competizione è stata vinta dal nuotatore statunitense Michael Phelps, mentre l'argento e il bronzo sono andati rispettivamente al cinese Wu Peng e al russo Nikolaj Skvorcov.

## Podio
| Posizione | Atleta           | Nazionalità |
| --------- | ---------------- | ----------- |
| Oro       | Michael Phelps   | Stati Uniti |
| Argento   | Wu Peng          | Cina        |
| Bronzo    | Nikolaj Skvorcov | Russia      |

## Programma
| Data          | Ora   | Turno      |
| ------------- | ----- | ---------- |
| 27 marzo 2007 | 10:27 | Batterie   |
| 27 marzo 2007 | 12034 | Semifinali |
| 28 marzo 2007 | 19:23 | Finale     |

## Record
Prima della manifestazione il record del mondo e il record dei campionati erano i seguenti.
| Record mondiale       | 1'53"80 | Michael Phelps Stati Uniti | 17 agosto 2006 Victoria, Canada   |
| Record dei campionati | 1'53"93 | Michael Phelps Stati Uniti | 22 luglio 2003 Barcellona, Spagna |

Durante l'evento è stato migliorato il seguente record:
| Data     | Evento | Atleta         | Nazione     | Tempo   | Record          |
| -------- | ------ | -------------- | ----------- | ------- | --------------- |
| 28 marzo | Finale | Michael Phelps | Stati Uniti | 1'52"09 | Record mondiale |

## Risultati

### Batterie
I migliori 16 tempi accedono alle semifinali
| Pos. | Batteria | Corsia | Atleta                     | Nazionalità   | Tempo       | Note |
| ---- | -------- | ------ | -------------------------- | ------------- | ----------- | ---- |
| 1    | 8        | 4      | Michael Phelps             | Stati Uniti   | 1:55.78     | Q    |
| 2    | 7        | 6      | Davis Tarwater             | Stati Uniti   | 1:56.63     | Q    |
| 3    | 8        | 5      | Ryuichi Shibata            | Giappone      | 1:56.81     | Q    |
| 4    | 8        | 6      | Ioannis Drymonakos         | Grecia        | 1:56.93     | Q    |
| 5    | 7        | 5      | Takeshi Matsuda            | Giappone      | 1:57.10     | Q    |
| 6    | 6        | 4      | Paweł Korzeniowski         | Polonia       | 1:57.11     | Q    |
| 7    | 7        | 7      | Sergiy Advena              | Ucraina       | 1:57.14     | Q    |
| 8    | 8        | 3      | Travis Nederpelt           | Australia     | 1:57.14     | Q    |
| 9    | 7        | 4      | Wu Peng                    | Cina          | 1:57.49     | Q    |
| 10   | 6        | 5      | Moss Burmester             | Nuova Zelanda | 1:57.53     | Q    |
| 11   | 7        | 8      | Tamás Kerékjártó           | Ungheria      | 1:57.54     | Q    |
| 12   | 6        | 6      | Nikolaj Skvorcov           | Russia        | 1:57.64     | Q    |
| 13   | 6        | 3      | Chen Yin                   | Cina          | 1:57.80     | Q    |
| 14   | 8        | 7      | Nick D'Arcy                | Australia     | 1:57.88     | Q    |
| 15   | 6        | 1      | Romanos Iasonas Alyfantis  | Grecia        | 1:57.91     | Q    |
| 16   | 7        | 1      | Juan Veloz                 | Messico       | 1:57.93     | Q    |
| 17   | 6        | 2      | Lukasz Drzewinski          | Polonia       | 1:57.97     |      |
| 18   | 7        | 3      | Ștefan Gherghel            | Romania       | 1:58.48     |      |
| 19   | 8        | 8      | Mathieu Fonteyn            | Belgio        | 1:58.75     |      |
| 20   | 6        | 7      | Jeremy Knowles             | Bahamas       | 1:59.20     |      |
| 21   | 7        | 2      | Francesco Vespe            | Italia        | 1:59.47     |      |
| 22   | 5        | 3      | Dinko Jukić                | Austria       | 1:59.63     |      |
| 23   | 5        | 8      | Diogo Carvalho             | Portogallo    | 1:59.67     |      |
| 24   | 6        | 8      | Andrew McMillan            | Nuova Zelanda | 1:59.98     |      |
| 25   | 4        | 4      | Dávid Verrasztó            | Ungheria      | 2:00.00     |      |
| 26   | 8        | 2      | Christophe Lebon           | Francia       | 2:00.20     |      |
| 27   | 5        | 6      | Pablo Marmolejo            | Messico       | 2:00.93     |      |
| 28   | 8        | 1      | Benjamin Starke            | Germania      | 2:01.01     |      |
| 29   | 5        | 2      | Duarte Mourao              | Portogallo    | 2:01.76     |      |
| 30   | 4        | 5      | George Du Rand             | Sudafrica     | 2:01.78     |      |
| 31   | 4        | 6      | Paulius Andrijauskas       | Lituania      | 2:01.98     |      |
| 32   | 5        | 4      | Georgi Palazov             | Bulgaria      | 2:02.02     |      |
| 33   | 5        | 1      | Michal Rubacek             | Rep. Ceca     | 2:02.69     |      |
| 34   | 5        | 7      | Julio Galofre              | Colombia      | 2:03.02     |      |
| 35   | 4        | 7      | Sofiane Daid               | Algeria       | 2:03.17     |      |
| 36   | 3        | 8      | Javier Hernandez Maradiaga | Honduras      | 2:03.37     |      |
| 37   | 4        | 8      | Emmanuel Crescimbeni       | Perù          | 2:03.63     |      |
| 38   | 5        | 5      | Fernando Silva             | Brasile       | 2:03.63     |      |
| 39   | 4        | 3      | Donny Utomo                | Indonesia     | 2:04.03     |      |
| 40   | 3        | 3      | Oleg Lyashko               | Uzbekistan    | 2:04.22     |      |
| 41   | 3        | 1      | Jorge Arturo Arce Aita     | Costa Rica    | 2:04.38     |      |
| 42   | 2        | 7      | Chris Boe Christensen      | Danimarca     | 2:04.45     |      |
| 43   | 2        | 2      | Rehan Poncha               | India         | 2:04.75     |      |
| 44   | 1        | 1      | Daniel Bego                | Malaysia      | 2:04.99     |      |
| 45   | 2        | 6      | Sergey Pankov              | Uzbekistan    | 2:05.93     |      |
| 46   | 2        | 5      | Ng Tze Kang                | Singapore     | 2:06.41     |      |
| 47   | 3        | 5      | Arjun Muralidharan         | India         | 2:06.45     |      |
| 48   | 3        | 7      | Tan Xue-Wei                | Singapore     | 2:06.74     |      |
| 49   | 4        | 1      | Marco Camargo              | Ecuador       | 2:07.71     |      |
| 50   | 2        | 3      | Radomyos Matjiur           | Thailandia    | 2:07.96     |      |
| 51   | 1        | 4      | Andy Wibowo                | Indonesia     | 2:09.09     |      |
| 52   | 3        | 4      | Roy Felipe Barahona Fuente | Honduras      | 2:09.29     |      |
| 53   | 3        | 6      | Waleed Al-Qahtani          | Kuwait        | 2:09.48     |      |
| 54   | 2        | 1      | Carlos Eduardo Gil         | Perù          | 2:10.55     |      |
| 55   | 2        | 4      | Miro Krestevski            | Macedonia     | 2:11.76     |      |
| 56   | 3        | 2      | Yu-An Lin                  | Taipei cinese | 2:11.77     |      |
| 57   | 1        | 6      | Nasir Ali                  | Pakistan      | 2:12.48     |      |
| 58   | 1        | 7      | Omar Núñez                 | Nicaragua     | 2:12.55     |      |
| 59   | 2        | 8      | Nuno Rola                  | Angola        | 2:13.78     |      |
| 60   | 1        | 2      | Alejandro Madde            | Bolivia       | 2:14.24     |      |
| 61   | 1        | 5      | Bertrand Bristol           | Seychelles    | 2:14.84     |      |
| 62   | 1        | 3      | Eros Qama                  | Albania       | 2:17.79     |      |
| -    | 1        | 8      | Abdul−Fatawu Moro          | Ghana         | non partito |      |
| -    | 4        | 2      | Ahmed Salamoun             | Qatar         | non partito |      |

### Semifinali
I migliori 8 tempi accedono alla finale
| Pos. | Batteria | Corsia | Atleta                    | Nazionalità   | Tempo   | Note |
| ---- | -------- | ------ | ------------------------- | ------------- | ------- | ---- |
| 1    | 2        | 4      | Michael Phelps            | Stati Uniti   | 1:55.13 | Q    |
| 2    | 2        | 2      | Wu Peng                   | Cina          | 1:55.17 | Q    |
| 3    | 2        | 5      | Ryuichi Shibata           | Giappone      | 1:55.96 | Q    |
| 4    | 1        | 7      | Chen Yin                  | Cina          | 1:56.04 | Q    |
| 5    | 1        | 2      | Moss Burmester            | Nuova Zelanda | 1:56.27 | Q    |
| 6    | 2        | 7      | Nikolaj Skvorcov          | Russia        | 1:56.28 | Q    |
| 7    | 1        | 3      | Paweł Korzeniowski        | Polonia       | 1:56.30 | Q    |
| 8    | 1        | 5      | Ioannis Drymonakos        | Grecia        | 1:56.47 | Q    |
| 9    | 2        | 3      | Takeshi Matsuda           | Giappone      | 1:56.57 |      |
| 10   | 1        | 4      | Davis Tarwater            | Stati Uniti   | 1:56.58 |      |
| 11   | 2        | 6      | Sergiy Advena             | Ucraina       | 1:57.06 |      |
| 12   | 2        | 1      | Nick D'Arcy               | Australia     | 1:57.15 |      |
| 13   | 1        | 6      | Travis Nederpelt          | Australia     | 1:57.71 |      |
| 14   | 2        | 8      | Juan Veloz                | Messico       | 1:57.83 |      |
| 15   | 1        | 8      | Lukasz Drzewinski         | Polonia       | 1:58.67 |      |
| 16   | 1        | 1      | Romanos Iasonas Alyfantis | Grecia        | 2:00.31 |      |

### Finale
| Pos. | Corsia | Atleta             | Nazionalità   | Tempo   | Note            |
| ---- | ------ | ------------------ | ------------- | ------- | --------------- |
|      | 4      | Michael Phelps     | Stati Uniti   | 1:52.09 | Record mondiale |
|      | 5      | Wu Peng            | Cina          | 1:55.13 |                 |
|      | 7      | Nikolaj Skvorcov   | Russia        | 1:55.22 |                 |
| 4    | 2      | Moss Burmester     | Nuova Zelanda | 1:55.35 |                 |
| 5    | 3      | Ryuichi Shibata    | Giappone      | 1:55.81 |                 |
| 6    | 1      | Paweł Korzeniowski | Polonia       | 1:55.87 |                 |
| 7    | 8      | Ioannis Drymonakos | Grecia        | 1:56.48 |                 |
| 8    | 6      | Chen Yin           | Cina          | 1:58.15 |                 |